# ジャングルの王者ターザン
ジャングルの王者ターザン（Tarzan, Lord of the Jungle）は、1976年9月11日から1979年11月3日までCBSで放送されたアメリカ合衆国のテレビアニメ。日本では1978年7月24日から8月30日までフジテレビで月曜 - 金曜 16時28分 - 17時00分（夏休みまんが大会）に『新造人間キャシャーン』と2本立てで放送された。フィルメーション制作。本作はエドガー・ライス・バローズのターザンを基に制作された最初のアニメシリーズであり、ターザンの小説にもあるように失われた街が登場することが多い。このターザンは他のシリーズと違って単純な男性で描かれておらず、話の上手い男性として描かれている。ターザンの相棒は猿のンキーマで、これは小説にも出てくる。

## キャラクター
ターザン
声 - ロバート・リッジリー、ダントン・バロウズ（叫び声の時）
ンキーマ
声 - ルー・シャイマー
マヌー（猿）で、ターザンの仲間。
タントー
ターザンの友達のゾウで、何かがあれば助けに駆け付ける。
ネモーネ女王
声 - ジョーン・ガーバー（初回）、ヘッティ・リン・ハーツ（第3話以降）
トーマス
声 - アラン・オッペンハイマー
ネモーネ女王に従う首相
ベルサー
ネモーネ女王が飼っているペットのライオン。
フォベッグ
声 - テッド・キャシディ（初回）、 アラン・オッペンハイマー（第3話以降）
ジェーン・ポーター
声 - リンダ・ゲイリー
一度だけ登場。

## エピソード
| #  | 原題                                      | 米国放送日     |
| -- | ----------------------------------------- | -------------- |
| 1  | Tarzan and the City of Gold               | 1976年9月11日  |
| 2  | Tarzan and the Vikings                    | 1976年9月18日  |
| 3  | Tarzan and the Golden Lion                | 1976年9月25日  |
| 4  | Tarzan and the Forbidden City             | 1976年10月2日  |
| 5  | Tarzan and the Graveyard of the Elephants | 1976年10月9日  |
| 6  | Tarzan's Return to the City of Gold       | 1976年10月16日 |
| 7  | Tarzan and the Strange Visitors           | 1976年10月23日 |
| 8  | Tarzan and the Land of the Giants         | 1976年10月30日 |
| 9  | Tarzan and the Knights of Nimmr           | 1976年11月6日  |
| 10 | Tarzan's Rival                            | 1976年11月13日 |
| 11 | Tarzan and the City of Sorcery            | 1976年11月20日 |
| 12 | Tarzan at the Earth's Core                | 1976年11月27日 |
| 13 | Tarzan and the Ice Creature               | 1976年12月4日  |
| 14 | Tarzan and the Olympiads                  | 1976年12月11日 |
| 15 | Tarzan's Trial                            | 1976年12月18日 |
| 16 | Tarzan, the Hated                         | 1976年12月18日 |
| 17 | Tarzan and the Sunken City of Atlantis    | 1977年9月10日  |
| 18 | Tarzan and the Bird People                | 1977年9月17日  |
| 19 | Tarzan and the Colossus of Zome           | 1977年9月24日  |
| 20 | Tarzan and the Beast in the Iron Mask     | 1977年10月1日  |
| 21 | Tarzan and the Amazon Princess            | 1977年10月8日  |
| 22 | Tarzan and the Conquistadors              | 1977年10月15日 |
| 23 | Tarzan and the Spider People              | 1978年9月9日   |
| 24 | Tarzan and the Space God                  | 1978年9月16日  |
| 25 | Tarzan and the Lost World                 | 1978年9月23日  |
| 26 | Tarzan and the Monkey God                 | 1978年9月30日  |
| 27 | Tarzan and the Haunted Forest             | 1978年10月7日  |
| 28 | Tarzan and the Island of Dr. Morphos      | 1978年10月14日 |
| 29 | Tarzan and the Sifu                       | 1979年9月15日  |
| 30 | Tarzan and Jane                           | 1979年9月22日  |
| 31 | Tarzan and the Land Beneath the Earth     | 1979年9月29日  |
| 32 | Tarzan and the Drough                     | 1979年10月6日  |
| 33 | Tarzan and the Soul Stealer               | 1979年10月13日 |
| 34 | Tarzan and the Future King                | 1979年10月20日 |
| 35 | Tarzan and the Huntress                   | 1979年10月27日 |
| 36 | Tarzan and the White Elephant             | 1979年11月3日  |

## 映像ソフト化
本作の著作権はユニバーサル・テレビジョンではなく、エドガー・ライス・バローズ社が所有している。ワーナー・ホーム・ビデオが「Saturday Morning Cartoons: 1970s Volume 1」という題名で「Tarzan and the Colossus of Zome」を収録したDVDを発売している。そのエピソードには電光石火バットマン（1987年1月11日から3月29日まで日本テレビで放送）も含まれる。
第1シーズンは、40周年記念として2016年6月14日にDVDで発売された。いずれも日本未発売。